# Rossina Cianelli
Rossina Cianelli – chilijska judoczka.
Brązowa medalistka mistrzostw panamerykańskich w 1980 i 1982 roku.